# Бедуини
Бедуини (арап. بَدَوِي, транскрибовано badawī) су арапска номадска племенска група. Подељени су на племена или кланове познате на арапском као ʿašāʾir (عَشَائِر), а кланови се даље деле на породице које се називају „bayt“. Бедуини углавном живе у Сиријској пустињи и у пустињским областима северне Африке (првенствено у Арабијској пустињи). Назив Бедуини потиче од множине арапске речи badawī (بدوي). Вођа Бедуинских племена је Шеик (арап. شيخ‎, латинизирано šayḫ, у дословном преводу старији). Чланови бедуинског племена углавном верују да потичу од једног заједничког претка.
Бедуини углавном живе од узгоја оваца, дева и коза. Неки бедуини су ловци, а има и оних који се баве разбојништвом.

## Етимологија
Термин бедуин потиче од арапске речи badawī (بدوي) која у арапском језику има значење „номад“, „луталица“. Изведена је из речи bādiya (بَادِية) што значи „равница“, „пустиња“. Такође може да значи „они који су у пустињи“.

## Друштво
Једна бедуинска изрека каже „Ја против свог брата, мој брат и ја против мојих рођака, моји рођаци и ја против странаца“.
Овом изреком је представљена хијерархија припадности која се заснива на блискости родбинских односа и креће од најуже породице, преко родбине, племена па све до једне читаве групе, генетски или лингвистички повезане (што се сматра основом за постојање сродства). Решавани су неспоразуми, прављени планови, а ред и закон су одржавани на основу ове хијерархије, у складу са етичким кодексом самопомоћи и колективне одговорности (Андерсен 14). Јединствена породична јединица, коју је у ствари представљао један шатор или bayt, састојала се од три или четири одрасла члана, (брачног пара са рођеном браћом и сестрама или родитељима) и неодређеним бројем деце.
Ове групе су се уједињавале у qawm (племе) и путовале заједно. Понекад су биле повезане по мушкој родбинској линији или су се пак удруживале браком (посебно је било пожељно да нове жене имају рођаке мушког пола како би се придружили племену), на основу познанства или без икакве јасно дефинисане везе, већ чисто због увећања племена.
Шири круг у хијерархији групе је био ibn ʿamm (рођак, или дословно „стричев син“) као и група потомака, обично у распону од три до пет колена. Они су се често удруживали у племена i та племена су се углавном састојала од људи који су били у родбинским везама. У оквиру тих племена били су подељени на групе које су се бавиле различитим пословима како би смањиле степен ризика, тако да када би једна група имала финансијске потешкоће друга би била у могућности да јој помогне. Иако фраза „група потомака“ указује на чисто родбинске односе, у пракси су ове групе биле отворене и спремне да адаптирају своје генеалогије да би увели нове чланове.
Фактор који је имао највећу моћ одлучивања у племену јесте само племе у целости које је било предвођено шеихом (арап. شيخ šayḫ, што дословно значи старац). Племе је за шеиха углавном постављало неког са ким је већина имала заједничког претка. Племенски ниво или статус има улогу посредника у односу бедуина са владама и организацијама које се налазе мимо племена. Различита структура бедуинских друштава довела је сукоба међу различитим клановима који су дуго трајали.
Бедуини су традиционално имали јаке кодексе части и углавном су се системи правде и опроштаја вртели око норми тих кодекса.

## Историја

### Рана историја
Историјски, Бедуини се повезују са номадским сточарством, пољопривредом и понекад рибарством. Приходе су такђое добијали и транспортовањем ствари и људи кроз пустињу. Оскудица воде и површина погодних за стално бављење сточарством захтевала је од Бедуина да стално буду у покрету.

### Османски период
Крајем 19. века, многи Бедуини су почели да прелазе на полу- номадски начин живота. Један од фактора који су утицали на то јесте и утицај власти Османског царства koja је започела присилни процес седентеризације Бедуина који су живели на њиховој територији. Османске власти су на Бедуине гледале као на претњу државној контроли и улагали су велике напоре да успостави ред и закон у пустињи Неџеф. За време Танзимата, 1858. године прописан је нови закон о земљишним поседима у Османском царству којим је понуђено легално земљиште за премештање Бедуина. С обзиром на то да је Османско царство полако губило моћ, установљен је закон којим је започет процес обавезне регистрације земљишта чији је циљ био да увећа приходе царства који су долазили од пореза.
Крајем 19. века султан Абдулхамид II је населио лојалне муслиманске заједнице са Балкана и Кавказа у областима које су претежно биле насељене номадским становништвом у региону модерне Сирије, Либана, Јордана и Израела и такође је иницирао перманентне сеобе Бедуина тако да је веома мало њих остало.
Османске власти су такође иницирале прелазак великих државних парцела у приватне руке које су султани нудили ефендијама. Доведено је много нових становника како би се обрађивала новостечена земља, а често је то била земља која је припадала Бедуинима.
Током Првог светског рата, неџефски Бедуини су се борили на страни Турака против Британаца али су се касније повукли из борбе. Хамад-паша ел- Суфи, шеих племена Тарабин водио је јединицу од 1 500 људи која се придружила турској офанзиви на Суецки канал.
У оријенталистичкој историографији Бедуини су описани као неко на кога промене у спољашњем свету скоро да нису утицале све до скоро. За њихово друштво се често каже да је то „свет у коме време не тече“. Научници нашега доба су приказали Бедуине као фосилизован или заостали одраз непроменљиве пустињске културе. Емануел Маркс је указао на то да су Бедуини били у сталном контакту и да су остваривали двосмерну комуникацију са градским центрима.

### Бедуини у 20. веку
Педесетих и шездесетих година 20. века велики број Бедуина из средњозападне Азије је почео да напушта номадски начин живота како би се населили у градовима средњозападне Азије, посебно због смањења насељивих површина и повећања популације. На пример, у Сирији је бедуински начин живота окончан због велике суше која је трајала од 1958. до 1961. године, која је приморала многе Бедуине да напусте сточарство и почну да се баве стандардним пословима.Нешто слично томе догодило се због прописа владе у Египту, Израелу, Јордану, Тунису и Ираку, због производње нафте у арапским земљама Персијског залива и у Либији као и због жеље за побољшањем животног стандарда која је наводила Бедуине на одлуку да постану становници одређене националности него да остану номадски сточари без државе.
Владине мере које су притискале Бедуине у неким случајевима су доношене због успостављања друштвених институција (образовање, здравствена нега, примењивање закона итд.) али су у другим случајевима биле базиране на жељи да се заузме земља која је традиционално припадала Бедуинима. Током претходних година, Бедуини су усвојили праксу узгајања белих голубица, док су други оживели традиционални обичај узгајања соколова.

Нажалост, вртоглаве брзе и драстичне промене у стилу живота праћене су и мноштвом различитих проблема као што су: повећање стопе сиромаштва, криминала и незапослености. Такође, постоје и позитивни ефекти- Бедуини су добили приступ модерном здравственом систему, образовању као и мало и незнатно повећање права бедуинских жена.

## Бедуини у различитим земљама

### Бедуини у Саудијској Арабији
Арабијско полуострво је изворно станиште Бедуина. Одавде су почели да се шире ка суседним пустињама притиснути недостатком воде и хране. Према традицији, саудијски Бедуини су потомци две групе. Једна група, Јеменити, који су се населили у југозападној Азији, у планинама Јемена тврде да су потомци једног полу- легендарног претка по имену Кахтан. Друга група, Каисити, били су насељени у области северно- централне Арабије и тврде да су потомци библијског Исмаила.
Према исламској традицији, пророк Мухамед је успео да скоро све Бедуине преведе у ислам пре него што је умро. Бедуински ратници су представљали језгро муслиманске војске која је напала територије Блиског истока и северне Африке у 7. веку.
Постоји велики број других бедуинских племена која обитавају на подручју Саудијске Арабије. Нека од њих су племена Салуба, Шамар ел- Мурах, Кара, Махра, Харасис, Давсир, Харб, Субаје, Утајба, Кахтан и Јам. У Саудијској Арабији и суседним пустињама постоји око 100 великих племена од по 1000 и више чланова. Нека племена броје и до 20.000 хиљада чланова, а неколико највећих имају и по 100.000 чланова. Анзах је највећи племенски савез на северу арабијског полуострва. У оквиру тог савеза највеће племе је Рвала које има више од 75 000 чланова и креће су између области Сиријске пустиње, Јордана и северног дела Саудијске Арабије.
Бедуини су у Саудијској Арабији представљали већинску популацију током прве половине 20. века, али се ипак услед промене начина живота њихов број драматично смањио.

### Бедуини у Сирији
Иако је Арапска пустиња била домовина Бедуина, неке групе су се преселиле на север. Сирија је била једна од од првих површина коју су населили Бедуини а да је била ван Арабијске пустиње. Данас у Сирији постоји око милион Бедуина који живе од узгајања оваца и коза. Највеће бедуинско племе у Сирији се зове Рувалах. Још једно велико племе јесте Анизах, које је највећим делом стигло са Арабијског полуострва у 18. веку.
Бедуини су се бавили сточарством све до касних педесетих година 20. века када је та пракса прекинута због велике суше која је трајала од 1958. до 1961. и због тога су Бедуини били приморани да престану да се баве сточарством и да пређу на стандардне послове. Још један фактор који је битно утицао на Бедуине јесте званично укидање правног статуса бедуинских племена у сиријском закону који се догодио упоредо са покушајима владајућег режима Баас партије да истреби трибализам. Предности обичајног права у односу на државни закон су неформално призната и држава их толерише како би се избегло тестирање примене државног закона на племенским територијама. Године 1982. породица ел- Асад се обратила племенским вођама Бедуина за помоћ током устанка Муслиманске браће против владе ел- Асада и масакра у Хами. Одлука бедуинских шеихова да подрже Хафиза ел- Асада довела је до промене става владе која је дозволила бедуинским вођама да учествују и баве се развојним реформама подржавајући тиме њихов статус, обичаје и лидерство.
Сиријски грађански рат узрок је томе што су многи Бедуини постали избеглице и пронашли уточиште у Јордану, Турској, Либану и другим земљама.

### Бедуини у Египту
Бедуини у Египту углавном бораве на Синајском полуострву и у предграђу Каира. Последњих неколико деценија су биле тешке за традиционалну бедуинску културу због промена околине и оснивања нових градова на обали Црвеног мора, као што је на пример Шарм ел- Шеих. Бедуини у Египту се суочавају са низом изазова: урушавање традиционалних вредности, незапосленост и разни проблеми око земљишних поседа итд. Са урбанизацијом и појавом нових могућности за образовање, Бедуини су почели да ступају у брачне заједнице са члановима ван своје заједница, што је некад била неприхватљива појава.
Бедуини који живе на Синајском полуострву нису имали велике користи од запослења у почетним етапама грађевинског процеса јер су зараде биле мале, а уместо њих довођена је радна снага из Египта и Судана. Када је туризам почео да цвета, Бедуини су одлучили да се пребаце на сектор услуга и постали таксисти, туристички водичи или кафе менаџери. Међутим, конкуренција је велика и многи синајски Бедуини су незапослени. Пошто нема много могућности за запошљавање, Бедуини из племена Тарабин, као и Бедуини из других племена који живе дуж границе Египта са Израелом се баве кријумчарењем наркотика и оружја између две границе, као и трговином људима кријумчарећи проститутке и раднике из Африке.
У већини земаља на Блиском истоку Бедуини немају права да поседују земљу већ имају само привилегије корисника, а то нарочито важи за Египат. Од средине 1980- их Бедуини који су поседовали завидну површину приморске имовине изгубили су контролу над већим делом површине коју је египатска влада продала хотелским оператерима. Египатска влада није сматрала ту земљу као власништво Бедуина већ као државну имовину.
У лето 1999. године изведена је последња акција одузимања земљишта када ја војска булдожерима уклонила кампове северно од Нувеиба што је била завршна фаза развоја хотелског сектора и изведена је под надзором агенције за развој туризма. Директор агенције за развој туризма је одузео Бедуинима права на скоро сву земљу рекавши да је то учинио због тога што они нису живели ту пре 1982. године.
Египатска револуција 2011- 2012 донела је синајским Бедуинима више слободе, али пошто су били умешани у кријумчарење оружја у Гази, после мноштва терористичких напада на египатско- израелској граници египатска влада је започела војну акцију на Синају у периоду лето- јесен 2012. године. Египатска војска је уништила преко 120 подземних тунела који су водили од Египта ка Гази који су коришћени као канали за кријумчарење и доносили су зараду бедуинским породицама као и палестинским клановима са друге стране границе, тако да је војска послала претећу поруку локалним Бедуинима натеравши их тиме да сарађују са државним трупама и званичницима. Након преговора војна кампања је завршена новим договором између Бедуина и египатских власти.

### Бедуини у Израелу
Непосредно пре израелског проглашења независности 1948. године, када је пустиња Неџеф постала део Израела, у њој је живело између 65 и 90 хиљада Бедуина. После 1948. године у пустињи Неџеф остало је око 15 000 Бедуина, а по неким изворима тај број је још мањи и износи само 11 000.
Свим Бедуинима је 1954. године одобрено израелско држављанство.
Бедуини који су остали у пустињи Неџеф припадали су конфедерацији „Тијаха“ као и неке мање групе попут група Азаме и Јахалин. После 1948. године неки Бедуини су били расељени. На пример, племе Јахалин је живело до 1950-их у Тел Араду, региону Неџефске пустиње. Године 1950. и неких наредних, Јахалини су били међу племенима, која су по Емануелу Марксу „преселила или су уклоњена од стране војне управе.“ Завршили су у Е1 области источно од Јерусалима. Око 1 600 Бедуина служило је у израелским одбрамбеним снагама, многи као трагачи у елитним јединицама за праћење.
Познато је да су бедуински пастири били први који су открили Кумранске списе, збирку јеврејских текстова из давнина у јудејским пећинама у Кумрану 1946. године. 972 текста од великог религијског, културног, историјског и лингвистичког значаја пронађена су током наредне деценије и многе од њих су пронашли Бедуини.
Упорна израелска администрација је покушала да урбанизује Бедуине у Неџефу. Између 1967. и 1989. године, Израел је изградио седам насеља североисточно од Неџефа од којих је Тел ас- Саби или Тел Шева била међу првима. Највеће, град Рахат имао је популацију од преко 53 000 становника (2010. године), и као такав је највеће Бедуинско насеље у свету. Према служби израелске администрације за земљиште (2007 г.) око 60% неџефских Бедуина живи у урбанизованим областима. Што се тиче осталог, они живе у непризнатим села која нису званично призната од стране државе, јер се не уклапају у опште оквире просторног планирања. Ова села су грађена хаотично без узимања у обзир локалне инфраструктуре. Ове заједнице су расуте широм северног Неџефа и шесто се налазе на неприкладним местима, као што су војне ратне зоне, површине са природним резервама, депоније итд.
Дана 29. септембра 2003. године је донела нови „Абу Басма“ план (Резолуција 881) на основу ког је формиран нови регионални савет уједињавањем неколико непризнатих бедуинских насеља под називом „Абу Басма регионално веће“. Ова резолуција такође указала не потребу за успостављањем седам нових бедуинских насеља у Неџефу, што буквално значи признавање непризнатих насеља чиме им се обезбеђује статус општине а самим тим им се обезбеђују и све основне услуге и инфраструктура. Савет је основан од стране министарства унутрашњих послова Израела 28. јануара 2004. године.
Израел тренутно гради или обнавља неке од 13 градова у Неџефу. Према генералном плану, сваки од њих ће бити опремљен битним инфраструктурним објектима: школама, болницама, поштанским канцеларијама итд. и оне ће имати струју, текућу воду и контролу отпада. Планирана је градња неколико индустријских зона са циљем да се изборе са незапосленошћу а неке од њих су већ изграђене, као што је Идан Ханеџеф у предграђу града Рахат, у оквиру које ће бити и болница и кампус. Израелским Бедуининма је од стране државе обезбеђено бесплатно образовање као и бесплатне здравствене услуге. Такође добијају и дечји додатак што је допринело томе да стопа наталитета међу Бедуинима буде висока (5% раста на годишњем нивоу). Али, стопа незапослености је и даље јако висока, веома мали број људи има завршену средњу школу (4%) а још мање њих стиче диплому факултета (0,6%).
Септембра 2011. године, израелска влада је одобрила петогодишњи план економског развоја који под именом „Пруер план“. Једна од импликација овог плана јесте пресељење неких 30.000- 40.000 неџефских Бедуина из области које нису признате од стране владе у области које су признате као општине од стране владе. Према Џонатану Куку, Европска унија је од скора ово пресељење почела да назива примером насилног премештања. Резолуцијом из 2012. године Европски Парламент је позвао на повлачење Пруер плана и поштовање права Бедуина.

### Бедуини у Јордану
Већина бедуинских племена је мигрирало са Арабијског полуострва између 14. и 18. века на територију данашњег Јордана. Данас Бедуини чине између 33 и 40% популације Јордана. Често се помињу као окосница краљевине, посебно од када Бедуини подржавају монархију.
Већина јорданских Бедуина живи у огромној пустињи која се протеже источно од Пустињског аутопута. Источни Бедуини су одгајивачи камила и стоке док се западни Бедуини баве узгојем оваца и коза. Неки Бедуини у Јордану воде полу- номадски живот, током једног дела године усвајају номадски начин живота али се током остатка исте враћају својим домовима како би се бавили пољопривредом.
Јорданска влада обезбеђује Бедуинима функционисање разних служби као што је образовање, стамбени простор, здравствене установе. Међутим, неки Бедуини се одрекну тога јер више воле номадски начин живота.
У последњих неколико година расте незадовољство бедуина владајућом монархијом, али краљ успева да се носи са тим. У августу 2007, полиција се сукобила са око 200 Бедуина који су блокирали главни аутопут између Амана и луке Акаба. Сточари су протестовали због тога што их влада не подржава у тренутку када цене сточне хране вртоглаво расту, а такође су изразили и огорченост због тога што влада помаже избеглицама.
Догађаји везани за Арапско пролеће 2011. године довели су до демонстрација у Јордану, а Бедуини су учествовали у њима. Али ипак, тешко је очекивати од Хашемита побуну која је налик на турбулентне догађаје у другим арапским државама. Главни разлози за то су велико поштовање монарха и контрадикторни интереси различитих група јорданског друштва. Краљ Абдулах II се држи на дистанци од оптужби дозвољавајући да кривица падне на неког од министара, које мења како му када падне на памет.